# Uncle Murda
Uncle Murda, właściwie Leonard Grant (ur. 25 lipca 1980 w Nowym Jorku) – amerykański raper.

## Życiorys

### Dzieciństwo
Uncle Murda dorastał w dzielnicy Brooklynu zwanej Pink Houses Projects, ale jak sam podkreśla już jako nastolatek miał na tym osiedlu sporo konfliktów, tak zwanych beefów (które, jak rymuje w wielu piosenkach, rozwiązywał za pomocą przemocy). W wyniku tych incydentów przeniósł się do dzielnicy Cypress Hills Houses, również na Brooklynie, i od tamtej pory ową okolicę reprezentuje w swoich utworach.

### Kariera
Przydomek „Murda”, według samego rapera, zawsze był w stosunku do niego używany, najpierw w formie L-Murda (od imienia Leonard), zaś „Uncle” zostało dodane przez dzieci z jego sąsiedztwa, którym od czasu do czasu dawał pieniądze. 
Uncle Murda twierdzi, że hip hopem interesował się od zawsze, jednak na poważnie zajął się nim w wieku około 20 lat. Na początku swojej kariery należał do grupy Ruff Ryders, ale ponoć był dla nich zbyt uliczny, dlatego też rozstali się (podobno w pokojowym nastroju). Niedługo później raper został zauważony przez DJ-a Cutmaster C, razem z nim nagrał dwa mixtape'y – The Murder Capitol oraz Once Upon a Time in Brooklyn. Materiał okazał się na tyle interesujący, że sprawą zainteresował się inny znany DJ – DJ Green Lantern, który stworzył z Uncle Murda dwa kolejne mixtape'y, najpierw Respect the Shooter, potem Say Uncle 2 Hard for Hip Hop. Dzięki znajomościom Green Lanterna i udanego materiału, pod koniec 2007 roku Uncle Murda podpisał kontrakt z wytwórnią Roc-A-Fella. Z tej okazji, w połowie marca 2008 roku zostały wydany kolejny mixtape pt. Hard to Kill, nad którymi pracowali obydwai DJ-e – Cutmaster C i Green Lantern, oraz sam Uncle Murda.
Uncle Murda od dłuższego czasu reprezentuje grupę GMG (Getting Money Gangstas), która prosperuje zarówno na osiedlach Nowego Jorku jak i w branży hip hopowej, głównie u boku Uncle Murda.
W swoich tekstach Uncle Murda opisuje głównie uliczny styl życia i wszystko co z nim związane - narkotyki, przemoc, konflikty, strzelaniny. Posługuje się zazwyczaj stylem hip hopowym znanym jako storytelling. Można też zauważyć głęboką nienawiść do policji ze strony rapera, uważa, że robią więcej złego niż dobrego w stosunku do czarnej społeczności. Uncle Murda twierdzi również, że brał udział w strzelaninach przeciwko policji oraz że sam zabił 9 ludzi i jako dealer narkotyków miał 3 bloki klientów. Według gazety Daily News z Nowego Jorku, rejestr karny rapera sięga do 1997 roku, zawiera między innymi areszt za próbę zabicia policjanta, a także zarzuty w sprawie narkotyków.
Jako swoje największe inspiracje muzyczne Uncle Murda wymienia przede wszystkim Notoriousa B.I.G. oraz 2Paca.

## Rywalizacje

### Papoose
Podczas imprezy z okazji wydania albumu T-Paina, według obozu Papoose’a, Uncle Murda został przez nich napadnięty i uderzony w twarz. Powodem miał być tekst jednego z utworów Uncle Murda, który uznano za skierowany przeciw Papoose’owi. Jest to jednak tylko jedna wersja wydarzeń. Wkrótce po trafieniu informacji o tych wydarzeniach do Internetu, Uncle Murda przyznał, że zdissował Papoose’a, ale nikt go nie napadł, a cała sytuacja wyglądała zupełnie inaczej. Niedługo potem do internetu, na krótką chwilę, trafił filmik ukazujący Papoose’a uderzonego w głowę od tyłu, według pewnych źródeł zrobił to ktoś z ludzi Uncle Murda lub sam raper.

### Cavlar i Big Truck
Znany jest także beef z innymi, podziemnymi raperami powiązanymi z Papoosem - Cavlarem oraz Big Truckiem. Cavlar miał problemy z jednym z ludzi Uncle Murda o pseudonimie Manhood, konflikt rozwinął się dosyć szybko. Raper Cavlar zdążył nagrać dwa utwory dissujące samego Uncle Murda - Catch a buck 50 oraz Mouth as a weapon. Do tych piosenek powstały także niskobudżetowe teledyski. Podobnie wyglądała sytuacja z Big Truckiem, bliskim znajomym Cavlara, nagrał on jeden diss, nazwany po prostu Uncle Murda Diss.
22 stycznia 2008 roku, w nocy, siedząc w samochodzie Uncle Murda został postrzelony w głowę, jednak okazało się, że rana była powierzchowna. Jak sam raper twierdził, nawet nie odczuł, że został trafiony i musiała to być tania kula. Według niego nie miało to też żadnego związku z hip hopowym beefem. Kilka dni po tym incydencie Papoose nagrał utwory Who shot ya 2008 oraz Ambulance sugerując, że miał on coś wspólnego z owym zajściem. Niedługo potem wyznał, że był to tak zwany publicity stunt (skok pod publikę).
Uncle odpowiedział wszystkim swoim hip hopowym rywalom na mixtejpie „Hard to kill” utworami takimi jak Hard to kill, I ain't dead czy Record deal, w których między innymi wyśmiewa napastników, którzy go postrzelili, oraz drwi, że raperzy Cavlar i Big Truck nie są w stanie dostać kontraktu z żadną wytwórnią.
25 marca 2008 roku, raper Cavlar został zastrzelony na Brooklynie wychodząc ze sklepu. Oddano jeden strzał. Zmarł w drodze do szpitala.
Uncle Murda w swoich piosenkach bardzo często nawiązuje do wszelakich beefów, w których brał udział. Jednak stanowczo powtarza, że beef hip hopowy a uliczny to dwie, zupełnie różne rzeczy.

## Dyskografia

### Mixtape'y
- Once Upon a Time in Brooklyn (2002)
- The Murder Capitol (2005)
- Respect the Shooter (2005)
- Say Uncle 2 Hard for Hip Hop (2007)
- Runnin’ with the Roc (2007)
- Hard to Kill (2008)

### Single
- Runnin’ the City
- Bullet Bullet
- Brooklyn feat. Jay-Z & Fabolous
- Informer feat. Wyclef Jean & Movado
- Let It Off feat. Memphis Bleek

### Występy gościnne
- They Shootin' w/ Gillie da Kid & Avion
- Ya Heard Me w/ French
- En Why Cee w/ Juganot, Joell Ortiz & Tess
- My Life Is a Movie w/ Maino, Razah, B.G., N.O.R.E, Jae Millz
- Welcome to the East w/ Wyclef Jean, Sizzla & Movado
- Straight a Students w/ Lakey the Kidd & Bleu Da Vinci
- Code of the Street w/ Lakey the Kidd, Maino, Prinz & Pistol Pete
- Gotta Come Up w/ Memphis Bleek